# Dyskografia Margaret
Dyskografia Margaret, polskiej piosenkarki, składa się z sześciu albumów studyjnych, czterech minialbumów, pięćdziesięciu pięciu singli (w tym sześciu z gościnnym udziałem), trzech singli promocyjnych oraz pięćdziesięciu trzech teledysków.
Piosenkarka debiutowała na rynku muzycznym minialbumem All I Need, który uplasował się na 50. miejscu zestawienia OLiS. Wydawnictwo promował debiutancki singel „Thank You Very Much”, który znalazł się na 41. miejscu w zestawieniu GfK Entertainment najlepiej sprzedających się utworów w Niemczech, 38. pozycji na liście Ö3 Austria Top 40 w Austrii, a także 22. miejscu w zestawieniu singli prowadzonym przez Federazione Industria Musicale Italiana we Włoszech. Drugim, a zarazem ostatnim singlem promującym wydawnictwo został utwór „Tell Me How Are Ya”, który zajął 50. miejsce w plebiscycie radia RMF FM na przebój lata 2013.
W 2014 wydała singel promocyjny „O mnie się nie martw”, nagrany na potrzeby serialu o tym samym tytule. Tego samego roku ukazał się debiutancki album studyjny Add the Blonde, który dotarł do 6. miejsca na oficjalnej polskiej liście sprzedaży i uzyskał certyfikat platynowej płyty za sprzedaż ponad 30 000 egzemplarzy. Promowały go single „Wasted”, „Start a Fire” oraz „Heartbeat”, notowane kolejno na 6., 10. oraz 11. miejscu listy AirPlay – Top, ukazującej najczęściej odtwarzane utwory w polskich rozgłośniach radiowych. Ostatni z singli został wykorzystany w jednym ze spotów kampanii reklamowej sieci komórkowej Play.
W 2015 na rynek trafił drugi album studyjny Just the Two of Us, nagrany w duecie z Mattem Duskiem. Płyta uplasowała się na 28. miejscu na oficjalnej polskiej liście sprzedaży i zdobyła w Polsce status platynowej za sprzedaż ponad 10 000 egzemplarzy. Album promowały wykonywane wspólnie z kanadyjskim piosenkarzem standardy jazzowe „Just the Two of Us” oraz „‘Deed I Do”, do których nagrano teledyski w reżyserii Olgi Czyżykiewicz.
Rok później wydała reedycję albumu Add the Blonde, którą promował singel „Cool Me Down”, uplasowany na 4. miejscu na liście AirPlay – Top i nagrodzony podwójną platynową płytą w Polsce. Utwór znalazł się również na 36. pozycji na liście sprzedaży w Szwecji i został tam wyróżniony złotą płytą. Ostatnim singlem promującym debiutancki album studyjny został utwór „Elephant”, notowany na 21. miejscu w polskim zestawieniu singli. W sierpniu 2016 fragment kompozycji wykorzystany został w spocie reklamowym marki Deichmann, promującym jesienną kolekcję butów i dodatków sygnowaną przez wokalistkę.
Trzeci album zatytułowany Monkey Business ukazał się 2 czerwca 2017 i dotarł 8. miejsca na oficjalnej polskiej liście sprzedaży. Album promowały single „Blue Vibes”, „What You Do”, „Monkey Business” oraz „Byle jak”, który wygrał plebiscyt na przebój lata RMF FM i Polsatu 2018.
W 2018 wzięła udział w 57. edycji festiwalu Melodifestivalen, podczas którego wykonała singel „In My Cabana”. Kompozycja dotarła do 7. miejsca w finale festiwalu, zdobywając łącznie 103 punkty. Singel uplasował się na 8. miejscu zestawienia Sverigetopplistan w Szwecji. Tego samego roku piosenkarka wydała jeszcze singel „Lollipop”, a na początku kolejnego roku singel „Tempo”, który dotarł do półfinału festiwalu Melodifestivalen 2019 i uplasował się na 43. pozycji oficjalnej szwedzkiej listy sprzedaży.
W 2019 ukazał się jej czwarty album studyjny Gaja Hornby, który dotarł do 13. miejsca na oficjalnej polskiej liście sprzedaży i promowany był singlami „Gaja Hornby”, „Serce Baila”, „Chwile bez słów” oraz „Ej chłopaku”. W 2021 wydała album pt. Maggie Vision. Płyta uplasowała się na 5. miejscu OLiS, a single „Reksiu” i „Roadster” zostały nagrodzone złotą płytą w Polsce.

## Albumy studyjne
| Rok  | Dane dot. albumu | Najwyższa pozycja na liście | Certyfikat             | Sprzedaż       |
| Rok  | Dane dot. albumu | POL                         | Certyfikat             | Sprzedaż       |
| ---- | --- | --------------------------- | ---------------------- | -------------- |
| 2014 | Add the Blonde - Wydany: 26 sierpnia 2014 - Wytwórnia: Magic Records, Universal Music Polska - Format: CD, digital download, streaming, winyl                      | 8                           | - POL: platynowa płyta | - POL: 30 000+ |
| 2015 | Just the Two of Us (oraz Matt Dusk) - Wydany: 6 listopada 2015 - Wytwórnia: Magic Records, Universal Music Polska - Format: CD, digital download, streaming, winyl | 28                          | - POL: platynowa płyta | - POL: 30 000+ |
| 2017 | Monkey Business - Wydany: 2 czerwca 2017 - Wytwórnia: Magic Records, Universal Music Polska - Format: CD, digital download, streaming                              | 8                           |                        |                |
| 2019 | Gaja Hornby - Wydany: 31 maja 2019 - Wytwórnia: Artistars, Musicom - Format: CD, digital download, streaming                                                       | 13                          |                        |                |
| 2021 | Maggie Vision - Wydany: 12 lutego 2021 - Wytwórnia: Gaja Hornby Records, Sony Music Entertainment Poland - Format: CD, digital download, streaming                 | 5                           |                        |                |
| 2024 | Siniaki i cekiny - Wydany: 26 kwietnia 2024 - Wytwórnia: Gaja Hornby Records, Sony Music Entertainment Poland - Format: CD, digital download, streaming, winyl     | 47                          | - POL: złota płyta     | - POL: 15 000+ |

## EP
| Rok                                                                             | Dane dot. albumu | Najwyższa pozycja na liście |
| Rok                                                                             | Dane dot. albumu | POL                         |
| ------------------------------------------------------------------------------- | --- | --------------------------- |
| 2013                                                                            | All I Need - Wydany: 30 lipca 2013 - Wytwórnia: Magic Records, Universal Music Polska - Format: CD, digital download, streaming           | 50                          |
| 2021                                                                            | Gelato - Wydany: 2 lipca 2021 - Wytwórnia: Gaja Hornby Records, Sony Music Entertainment Poland - Format: digital download, streaming     | –                           |
| 2023                                                                            | Urbano Futuro - Wydany: 24 marca 2023 - Wytwórnia: Gaja Hornby Records - Format: digital download, streaming                              | –                           |
| 2025                                                                            | Babie Lato 2025 (oraz Sara James i Zalia) - Wydany: 30 maja 2025 - Wytwórnia: Good Taste Production - Format: digital download, streaming | –                           |
| „–” oznacza, że minialbum nie był notowany lub nie został wydany w danym kraju. | |                             |

### Albumy koncertowe
| Rok  | Album                                                                                         |
| ---- | --------------------------------------------------------------------------------------------- |
| 2023 | MTV Unplugged - Wydany: 26 kwietnia 2023 - Wytwórnia: Revolume - Format: CD, digital download |

## Single
| Rok                                                                          | Tytuł                                    | Najwyższe pozycje na listach | Najwyższe pozycje na listach | Najwyższe pozycje na listach | Najwyższe pozycje na listach | Najwyższe pozycje na listach | Najwyższe pozycje na listach | Najwyższe pozycje na listach | Najwyższe pozycje na listach | Certyfikat                                   | Sprzedaż                      | Album                        |
| Rok                                                                          | Tytuł                                    | POL                          | AUT                          | GER                          | ROM                          | SWE                          | ITA                          | WNP                          | WNP                          | Certyfikat                                   | Sprzedaż                      | Album                        |
| Rok                                                                          | Tytuł                                    | Airplay                      | AUT                          | GER                          | ROM                          | SWE                          | ITA                          | Radio                        | All Media                    | Certyfikat                                   | Sprzedaż                      | Album                        |
| ---------------------------------------------------------------------------- | ---------------------------------------- | ---------------------------- | ---------------------------- | ---------------------------- | ---------------------------- | ---------------------------- | ---------------------------- | ---------------------------- | ---------------------------- | -------------------------------------------- | ----------------------------- | ---------------------------- |
| 2013                                                                         | „Thank You Very Much”                    | –                            | 38                           | 41                           | –                            | –                            | 22                           | 127                          | –                            |                                              |                               | All I Need                   |
| 2013                                                                         | „Tell Me How Are Ya”                     | –                            | –                            | –                            | –                            | –                            | –                            | –                            | –                            |                                              |                               | All I Need                   |
| 2014                                                                         | „Wasted”                                 | 6                            | –                            | –                            | –                            | –                            | –                            | –                            | –                            |                                              |                               | Add the Blonde               |
| 2014                                                                         | „Start a Fire”                           | 10                           | –                            | –                            | –                            | –                            | –                            | –                            | –                            |                                              |                               | Add the Blonde               |
| 2015                                                                         | „Heartbeat”                              | 11                           | –                            | –                            | –                            | –                            | –                            | –                            | –                            |                                              |                               | Add the Blonde               |
| 2015                                                                         | „Just the Two of Us” (oraz Matt Dusk)    | –                            | –                            | –                            | –                            | –                            | –                            | –                            | –                            |                                              |                               | Just the Two of Us           |
| 2015                                                                         | „Deed I Do” (oraz Matt Dusk)             | –                            | –                            | –                            | –                            | –                            | –                            | –                            | –                            |                                              |                               | Just the Two of Us           |
| 2016                                                                         | „Cool Me Down”                           | 4                            | –                            | –                            | 8                            | 36                           | –                            | 180                          | 445                          | - POL: 2× platynowa płyta - SWE: złota płyta | - POL: 40 000+ - SWE: 20 000+ | Add the Blonde (reedycja)    |
| 2016                                                                         | „Elephant”                               | 21                           | –                            | –                            | –                            | –                            | –                            | –                            | –                            |                                              |                               | Add the Blonde (reedycja)    |
| 2017                                                                         | „Blue Vibes”                             | –                            | –                            | –                            | –                            | –                            | –                            | –                            | –                            |                                              |                               | Monkey Business              |
| 2017                                                                         | „What You Do”                            | 14                           | –                            | –                            | –                            | –                            | –                            | 203                          | 694                          |                                              |                               | Monkey Business              |
| 2017                                                                         | „Monkey Business”                        | –                            | –                            | –                            | –                            | –                            | –                            | –                            | –                            |                                              |                               | Monkey Business              |
| 2017                                                                         | „Byle jak”                               | 6                            | –                            | –                            | –                            | –                            | –                            | –                            | –                            |                                              |                               | Monkey Business              |
| 2018                                                                         | „In My Cabana”                           | 3                            | –                            | –                            | –                            | 8                            | –                            | –                            | –                            |                                              |                               | Melodifestivalen 2018        |
| 2018                                                                         | „Lollipop”                               | –                            | –                            | –                            | –                            | –                            | –                            | –                            | –                            |                                              |                               | –                            |
| 2019                                                                         | „Tempo”                                  | 7                            | –                            | –                            | –                            | 43                           | –                            | –                            | –                            |                                              |                               | Melodifestivalen 2019        |
| 2019                                                                         | „Gaja Hornby”                            | –                            | –                            | –                            | –                            | –                            | –                            | –                            | –                            |                                              |                               | Gaja Hornby                  |
| 2019                                                                         | „Serce Baila”                            | –                            | –                            | –                            | –                            | –                            | –                            | –                            | –                            |                                              |                               | Gaja Hornby                  |
| 2019                                                                         | „Chwile bez słów” (gościnnie: Kacezet)   | –                            | –                            | –                            | –                            | –                            | –                            | –                            | –                            |                                              |                               | Gaja Hornby                  |
| 2019                                                                         | „Ej chłopaku”                            | –                            | –                            | –                            | –                            | –                            | –                            | –                            | –                            |                                              |                               | Gaja Hornby                  |
| 2020                                                                         | „Nowe plemię”                            | –                            | –                            | –                            | –                            | –                            | –                            | –                            | –                            |                                              |                               | Maggie Vision                |
| 2020                                                                         | „Przebiśniegi”                           | –                            | –                            | –                            | –                            | –                            | –                            | –                            | –                            |                                              |                               | Maggie Vision                |
| 2020                                                                         | „Reksiu” (gościnnie: Otsochodzi)         | –                            | –                            | –                            | –                            | –                            | –                            | –                            | –                            | - POL: złota płyta                           | - POL: 10 000+                | Maggie Vision                |
| 2020                                                                         | „Roadster” (gościnnie: Kizo)             | –                            | –                            | –                            | –                            | –                            | –                            | –                            | –                            | - POL: złota płyta                           | - POL: 10 000+                | Maggie Vision                |
| 2020                                                                         | „Fotel”                                  | –                            | –                            | –                            | –                            | –                            | –                            | –                            | –                            |                                              |                               | Maggie Vision                |
| 2020                                                                         | „Xanax”                                  | –                            | –                            | –                            | –                            | –                            | –                            | –                            | –                            |                                              |                               | Maggie Vision                |
| 2020                                                                         | „No Future” (gościnnie: Kukon)           | –                            | –                            | –                            | –                            | –                            | –                            | –                            | –                            |                                              |                               | Maggie Vision                |
| 2021                                                                         | „Antipop” (gościnnie: Kara)              | –                            | –                            | –                            | –                            | –                            | –                            | –                            | –                            |                                              |                               | Maggie Vision                |
| 2021                                                                         | „Sold Out” (gościnnie: Natalia Szroeder) | –                            | –                            | –                            | –                            | –                            | –                            | –                            | –                            |                                              |                               | Maggie Vision                |
| 2021                                                                         | „Tak na oko”                             | 18                           | –                            | –                            | –                            | –                            | –                            | –                            | –                            | - POL: platynowa płyta                       | - POL: 50 000+                | Gelato                       |
| 2021                                                                         | „Kocha” (oraz Urboishawty i Kacezet)     | –                            | –                            | –                            | –                            | –                            | –                            | –                            | –                            |                                              |                               | –                            |
| 2021                                                                         | „Pod choinką” (oraz Team X)              | –                            | –                            | –                            | –                            | –                            | –                            | –                            | –                            |                                              |                               | –                            |
| 2022                                                                         | „Oversize” (oraz Anja Pham i Kacezet)    | –                            | –                            | –                            | –                            | –                            | –                            | –                            | –                            |                                              |                               | –                            |
| 2022                                                                         | „Mimo burz” (oraz Kacezet)               | –                            | –                            | –                            | –                            | –                            | –                            | –                            | –                            |                                              |                               | –                            |
| 2022                                                                         | „Cry In My Gucci”                        | –                            | –                            | –                            | –                            | –                            | –                            | –                            | –                            |                                              |                               | –                            |
| 2022                                                                         | „Vino” (oraz Kacezet)                    | –                            | –                            | –                            | –                            | –                            | –                            | –                            | –                            |                                              |                               | –                            |
| 2022                                                                         | „Niespokojne morze” (oraz Kacezet)       | 28                           | –                            | –                            | –                            | –                            | –                            | –                            | –                            | - POL: platynowa płyta                       | - POL: 50 000+                | Siniaki i cekiny             |
| 2022                                                                         | „Mamona” (oraz Włodi)                    | –                            | –                            | –                            | –                            | –                            | –                            | –                            | –                            |                                              |                               | –                            |
| 2023                                                                         | „Początek” (oraz Janusz Walczuk)         | –                            | –                            | –                            | –                            | –                            | –                            | –                            | –                            |                                              |                               | Urbano Futuro                |
| 2023                                                                         | „VIP” (oraz Hanafi)                      | –                            | –                            | –                            | –                            | –                            | –                            | –                            | –                            |                                              |                               | Urbano Futuro                |
| 2023                                                                         | „Tańcz głupia”                           | 1                            | –                            | –                            | –                            | –                            | –                            | –                            | –                            | - POL: 2× platynowa płyta                    | - POL: 100 000+               | Siniaki i cekiny             |
| 2023                                                                         | „Dalej biegnę”                           | –                            | –                            | –                            | –                            | –                            | –                            | –                            | –                            |                                              |                               | Siniaki i cekiny             |
| 2023                                                                         | „Bynajmniej”                             | 8                            | –                            | –                            | –                            | –                            | –                            | –                            | –                            | - POL: złota płyta                           | - POL: 25 000+                | Siniaki i cekiny             |
| 2024                                                                         | „Hot Like Summer” (oraz Álvaro Soler)    | –                            | –                            | –                            | –                            | –                            | –                            | –                            | –                            |                                              |                               | Siniaki i cekiny             |
| 2024                                                                         | „Miłego lata”                            | 6                            | –                            | –                            | –                            | –                            | –                            | –                            | –                            | - POL: złota płyta                           | - POL: 25 000+                | Siniaki i cekiny             |
| 2024                                                                         | „Błyszczę” (oraz Brodka i Rosalie.)      | –                            | –                            | –                            | –                            | –                            | –                            | –                            | –                            |                                              |                               | –                            |
| 2024                                                                         | „Mała ja”                                | –                            | –                            | –                            | –                            | –                            | –                            | –                            | –                            |                                              |                               | Siniaki i cekiny             |
| 2024                                                                         | „Margarita”                              | 18                           | –                            | –                            | –                            | –                            | –                            | –                            | –                            |                                              |                               | Siniaki i cekiny             |
| 2024                                                                         | „Mamy farta” (gościnnie: Pezet)          | –                            | –                            | –                            | –                            | –                            | –                            | –                            | –                            |                                              |                               | Siniaki i cekiny ciąg dalszy |
| 2024                                                                         | „Tak musiało być”                        | 18                           | –                            | –                            | –                            | –                            | –                            | –                            | –                            |                                              |                               | Siniaki i cekiny ciąg dalszy |
| 2025                                                                         | „Co za noc” (oraz Sara James i Zalia)    | 20                           | –                            | –                            | –                            | –                            | –                            | –                            | –                            |                                              |                               | Babie Lato 2025              |
| 2025                                                                         | „Tattoo” (oraz Sara James i Zalia)       | –                            | –                            | –                            | –                            | –                            | –                            | –                            | –                            |                                              |                               | Babie Lato 2025              |
| 2025                                                                         | „Zwolnij” (oraz Kacezet)                 | –                            | –                            | –                            | –                            | –                            | –                            | –                            | –                            |                                              |                               | –                            |
| 2025                                                                         | „Kicia”                                  | –                            | –                            | –                            | –                            | –                            | –                            | –                            | –                            |                                              |                               | –                            |
| 2025                                                                         | „Bla bla bla” (oraz Sara James i Zalia)  | –                            | –                            | –                            | –                            | –                            | –                            | –                            | –                            |                                              |                               | Babie Lato 2025              |
| „–” oznacza, że singel nie był notowany lub nie został wydany w danym kraju. |                                          |                              |                              |                              |                              |                              |                              |                              |                              |                                              |                               |                              |

### Z gościnnym udziałem
| Rok | Tytuł | Najwyższa pozycja na liście | Certyfikat                | Sprzedaż       | Album            |
| Rok | Tytuł | POL                         | Certyfikat                | Sprzedaż       | Album            |
| Rok | Tytuł | Streaming                   | Certyfikat                | Sprzedaż       | Album            |
| --- | --- | --------------------------- | ------------------------- | -------------- | ---------------- |
| 2016 | „Let It Snow!” (Matt Dusk, gościnnie: Margaret) | X                           |                           |                | Old School Yule! |
| 2017 | „6 in the Morning” (Vax, gościnnie: Margaret) | X                           |                           |                | –                |
| 2019 | „Błogość” (Kacezet, gościnnie: Margaret) | X                           |                           |                | –                |
| 2019 | „Układanki” (Young Igi, gościnnie: Margaret) | X                           | - POL: 2× platynowa płyta | - POL: 40 000+ | –                |
| 2021 | „Bajkał” (1988, gościnnie: Kacha i Margaret) | X                           |                           |                | Ruleta           |
| 2021 | „CandyFlip” (Rip Scotty i Leeo, gościnnie: Margaret) | X                           |                           |                | Borderline       |
| 2022 | „Cute” (Viki Gabor, gościnnie: Margaret) | X                           |                           |                | ID               |
| 2023 | „Cypher2022” (club2020: Taco Hemingway, Oki, Otsochodzi, Young Igi, Łajzol, Mielzky, Hałastra, Kukon, Dwa Sławy, Young Leosia, CatchUp, Margaret, schafter, Dziarma, Szczyl i Miły Atz) | 12                          | - POL: złota płyta        | - POL: 25 000+ | club2020         |
| 2023 | „Deszcz” (club2020: PRO8L3M, Margaret, Otsochodzi, Taco Hemingway, schafter, CatchUp, Dwa Sławy i Gruby Mielzky)                                                                        | 29                          |                           |                | club2020         |
| „–” oznacza, że singel nie był notowany lub nie został wydany w danym kraju. „X” oznacza, że lista nie istniała w danym okresie. | |                             |                           |                |                  |

### Single promocyjne
| Rok | Tytuł                                                                      | Najwyższe pozycje na listach | Najwyższe pozycje na listach | Album          |
| Rok | Tytuł                                                                      | POL                          | POL                          | Album          |
| Rok | Tytuł                                                                      | Airplay                      | Streaming                    | Album          |
| --- | -------------------------------------------------------------------------- | ---------------------------- | ---------------------------- | -------------- |
| 2014 | „O mnie się nie martw”                                                     | –                            | X                            | –              |
| 2015 | „Smak radości”                                                             | –                            | X                            | Add the Blonde |
| 2015 | „Coraz bliżej święta” (gościnnie: finaliści 6. edycji The Voice of Poland) | 29                           | 15                           | –              |
| 2023 | „Byle jak (Live)”                                                          | –                            | –                            | MTV Unplugged  |
| 2023 | „Thank You Very Much (Live)”                                               | –                            | –                            | MTV Unplugged  |
| „–” oznacza, że singel nie był notowany lub nie został wydany w danym kraju. „X” oznacza, że lista nie istniała w danym okresie. |                                                                            |                              |                              |                |

### Inne notowane utwory
| Rok  | Tytuł                                                                      | Najwyższa pozycja na liście | Album    |
| Rok  | Tytuł                                                                      | POL                         | Album    |
| Rok  | Tytuł                                                                      | Streaming                   | Album    |
| ---- | -------------------------------------------------------------------------- | --------------------------- | -------- |
| 2023 | „Vertigo” (club2020: Hałastra, Dwa Sławy, Margaret, Taco Hemingway i Odys) | 35                          | club2020 |
| 2023 | „Late Night Show” (club2020: Oki, Margaret, Dwa Sławy, schafter, @atutowy) | 37                          | club2020 |
| 2023 | „Candy flip” (club2020: Dziarma, Margaret, Young Leosia, Kusha, Suwal)     | 68                          | club2020 |

## Pozostałe utwory
| Rok  | Tytuł | Album                |
| ---- | --- | -------------------- |
| 2011 | „Moments” (jako Małgorzata Jamroży; oraz Otar Saralidze) | –                    |
| 2012 | „It Will Be Lovely Day” (jako Małgorzata Jamroży) | –                    |
| 2014 | „Santa Claus Is Coming to Town” (oraz Pamela Stone) | Siemacha po kolędzie |
| 2014 | „Pójdźmy wszyscy do stajenki” (oraz chór Siemacha, Rafał Brzozowski, Marcin Kindla, Natali, Honorata Skarbek, Sarsa, Jakub Szwast, Pamela Stone, Marcin Spenner, Adi Kowalski, Maria Niklińska, Kasia Popowska, Kasia Ignatowicz) | Siemacha po kolędzie |
| 2014 | „Have Yourself a Merry Little Christmas” | –                    |
| 2015 | „FourFiveSeconds” (oraz Sound’n’Grace i Wojciech Miecznikowski) | –                    |
| 2015 | „A kto wie czy za rogiem” (oraz chór Siemacha) | Gwiazdy po kolędzie  |
| 2015 | „Gdy się Chrystus rodzi” (oraz chór Siemacha, Pamela Stone, Kasia Popowska, Sarsa, Rafał Brzozowski, Antek Smykiewicz) | Gwiazdy po kolędzie  |
| 2015 | „Kolęda warszawska 1939” | –                    |
| 2016 | „Atomówki” | –                    |
| 2016 | „Mizerna cicha” (oraz Kuba Badach) | –                    |
| 2019 | „Dziki protest” | –                    |
| 2019 | „[*] Nie Man” (oraz Kacezet i Gverilla) | –                    |
| 2019 | „Czuje miętę” | –                    |
| 2019 | „Daenerys & Jon Snow” (oraz Kacezet) | –                    |
| 2021 | „Numer” (Mr. Krime Remix; Rasmentalism, gościnnie: Dawid Podsiadło, Vito Bambino i Margaret) | Geniusz (Deluxe)     |

## Utwory dla innych artystów
| Rok  | Wykonawca    | Album            | Utwór              | Uwagi                                                                       | Źródło |
| ---- | ------------ | ---------------- | ------------------ | --------------------------------------------------------------------------- | ------ |
| 2020 | Magda Bereda | Mniejszeodtrzech | - „Całe szczęście” | muzyka i słowa (z Dominickiem Buczkowskim-Wojtaszek i Piotrem Kozieradzkim) | [ 66 ] |
| 2022 | Ewa Farna    | Umami            | - „Ciało”          | słowa (z Ewą Farną i Piotrem Kozieradzkim)                                  | [ 67 ] |
| 2022 | Ewa Farna    | Umami            | - „Na skróty”      | słowa (z Ewą Farną i Piotrem Kozieradzkim)                                  | [ 68 ] |

## Teledyski
| Rok                 | Tytuł                                    | Reżyser                                        |
| ------------------- | ---------------------------------------- | ---------------------------------------------- |
| 2013                | „Thank You Very Much”                    | Chris Marrs Piliero                            |
| 2014                | „Wasted”                                 | Julia Bui Ngoc                                 |
| 2014                | „Start a Fire”                           | Olga Czyżykiewicz                              |
| 2015                | „Heartbeat”                              | Olga Czyżykiewicz                              |
| 2015                | „Just the Two of Us”                     | Olga Czyżykiewicz                              |
| 2015                | „‘Deed I Do”                             | Olga Czyżykiewicz                              |
| 2016                | „Cool Me Down”                           | Olga Czyżykiewicz                              |
| 2016                | „Elephant”                               | Bogna Kowalczyk                                |
| 2017                | „Blue Vibes”                             | Konrad Aksinowicz                              |
| 2017                | „What You Do”                            | Konrad Aksinowicz                              |
| 2017                | „Monkey Business”                        | Sandy Rzeźniczak, Maniek Kotarski              |
| 2017                | „Nie chce / Byle jak”                    | Konrad Aksinowicz                              |
| 2018                | „Lollipop”                               | Margaret, Sandy Rzeźniczak, Maniek Kotarski    |
| 2019                | „Czuje miętę”                            | Xavery Wolski                                  |
| 2019                | „Tempo”                                  | Maciej Bieliński                               |
| 2019                | „Tempo”                                  | Maciej Bieliński                               |
| 2019                | „Serce Baila”                            | Maciej Nowak, Werona Rygiel, Robert Sampławski |
| 2019                | „Chwile bez słów”                        | Xawery Wolski, Maciej Nowak                    |
| 2019                | „Ej chłopaku”                            | Maciej Nowak                                   |
| 2019                | „Błyski fleszy, plotki, ścianki”         | Wojciech Pietryka                              |
| 2020                | „Nowe plemię”                            | Julia Rogowska, Magda Zielińska                |
| 2020                | „#Hot16Challenge2”                       | Jaszczvid                                      |
| 2020                | „Reksiu”                                 | Maciej „Mac” Adamczak                          |
| 2020                | „Roadster”                               | Maciej „Mac” Adamczak                          |
| 2020                | „Xanax”                                  | Łukasz Jasiukowicz                             |
| 2021                | „Antipop”                                | Moher                                          |
| 2021                | „Sold Out”                               | Łukasz Zabłocki                                |
| 2021                | „Tak na oko”                             | Krzysztof Wróbel                               |
| 2021                | „Gelato”                                 | Krzysztof Wróbel                               |
| 2021                | „Kiedy jak nie teraz”                    | Krzysztof Wróbel                               |
| 2021                | „Serce Baila (Tranquilo Mix)”            | Krzysztof Wróbel                               |
| 2021                | „Kocha”                                  | Yungssebv, _Pojman_                            |
| 2021                | „Pod choinką”                            | Paweł Grabowski, Aleksandra Mik                |
| 2022                | „Oversize”                               | Greencactus                                    |
| 2022                | „Niespokojne morze”                      | Mateusz Reska                                  |
| Gościnnie           |                                          |                                                |
| 2019                | „Układanki”                              | Michał Korzewski, Piotr Czyżowski              |
| 2021                | „Bajkał”                                 | Dawid Misiorny, Tymon Nogalski                 |
| 2021                | „CandyFlip”                              | Izabela Zubrycka                               |
| Pozostałe           |                                          |                                                |
| 2011                | „Moments”                                | –                                              |
| 2014                | „O mnie się nie martw”                   | Jacek Kościuszko                               |
| 2014                | „Start a Fire”                           | Agata Tadra                                    |
| 2014                | „Pójdźmy wszyscy do stajenki”            | –                                              |
| 2014                | „Have Yourself a Merry Little Christmas” | Sebastian Huber                                |
| 2015                | „Smak radości”                           | –                                              |
| 2015                | „FourFiveSeconds”                        | Sebastian Huber, Mateusz Deoniziak             |
| 2015                | „Dance for 2”                            | Zuzanna Krajewska                              |
| 2015                | „Coraz bliżej święta”                    | McCann Worldgroup (produkcja)                  |
| 2015                | „Gdy się Chrystus rodzi”                 | –                                              |
| 2015                | „Kolęda warszawska”                      | Anna Powierża                                  |
| 2016                | „Atomówki”                               | –                                              |
| 2016                | „Mizerna cicha”                          | –                                              |
| 2016                | „Cool Me Down”                           | Bogna Kowalczyk                                |
| 2019                | „Dziki protest”                          | –                                              |
| 2019                | „Daenerys & Jon Snow”                    | Werona Rygiel, Robert Sampławski               |
| 2019                | „Gaja Hornby”                            | Dejwid Niesiadło                               |
| 2020                | „Nowe plemię”                            | Piotr Kozieradzki, Łukasz Jasiukowicz          |
| 2020                | „Przebiśniegi”                           | Włodzimierz Włodarczyk                         |
| 2020                | „Fotel”                                  | Maciej Kwaśniewski                             |
| 2020                | „Roadster”                               | Maciej Kwaśniewski                             |
| Gaja Horbny Records |                                          |                                                |
| 2021                | „Start!”                                 | Gaja Horbny Records                            |
| 2021                | „Kocha”                                  | Yungssebv, _Pojman_                            |